# Марцинковская, Татьяна Владимировна
Татьяна Дисиена (англ. Tatiana Disiena), урожд. Татьяна Владимировна Марцинковская (р. 27 октября 1962, Москва) — советская, российская, ныне американская певица и педагог по вокалу.

## Биография
Родилась в семье экономистов. С пяти лет занималась в музыкальной школе. После победы на конкурсе «Алло, мы ищем таланты!» в пионерлагере с песней «Бери шинель, пошли домой» стала заниматься вокалом.
В 1980 году поступила в Гнесинское училище, которое и окончила с отличием в 1984 году по классу эстрадно-джазового вокала. Училась у Владимира Хачатурова вместе с омской джазовой певицей Татьяной Абрамовой (1962—2004).
По окончании училища была принята в Москонцерт, выступала солисткой ансамбля «Метроном» после ухода из него Александра Малинина.
В 1984 году по приглашению Иосифа Кобзона Марцинковская вместе с Ириной Отиевой поступала в его класс в Гнесинский институт, но не смогла сдать вступительное сочинение. Поступила в класс Кобзона год спустя; в числе её однокурсниц были Валентина Легкоступова и Валерия
Покинув «Метроном», выступала как с Константином Рощиным, так и сольно. Стала дипломантом Всесоюзного конкурса исполнителей эстрадной песни «Сочи-86».
В 1987 году в первомайском выпуске «Голубого огонька» исполнила песню «Научи меня любить» («Посмотри в мои глаза…»). В том же году приняла участие в записи песен композитора Ашота Арутюняна «Нельзя терять любовь» (альбом издан в 1988 году), исполнила четыре песни.
В июне 1988 года приняла участие в XXIV Фестивале советской песни в Зелёна-Гуре (Польша).
В том же году участвовала в конкурсе песни «Юрмала-88». На московском этапе отбора заняла первое место, но по итогам самого конкурса стала лишь дипломантом первой степени, заняв во втором туре седьмое место (лауреатом конкурса стал Александр Малинин). Исполняла песни «Несёт меня течение», «Сиамская кошка» и «Заповедь на берегу».
В апреле 1989 года приняла участие в творческом вечере Леонида Дербенёва, исполнив совместно с группой «Тверской проспект» песню «Боцман Боб».
Выступала в творческом союзе с джазовой пианисткой Еленой Ласько. 
В 1990 году записала песню «Я в городе твоём» для альбома «„Омут“. Песни на стихи Светланы Гершановой» (вышел в 1991 году).
Стала дипломантом конкурса «Шоу-королева» (Сочи), которым руководил Иосиф Кобзон.
Записала песню композитора Владимира Евзерова на стихи Марины Цветаевой «Ещё и ещё»
Была одной из исполнительниц песен ленинградского композитора Артура Мартыненко, музыкального руководителя театра «Буфф»; в 1991 году с его песней «На чулке дыра» приняла участие в выпуске «Утренней почты», в 1993 году это выступление было включено в документальный фильм «Музыка и мода».
В 1991 году наступил кризис в работе Москонцерта, вызванный распадом СССР, а продюсера Марцинковская не имела. Она приняла решение уехать на заработки на Кипр, провела там семь месяцев, причём из-за отсутствия заранее составленного контракта вынуждена была некоторое время трудиться в ресторане барменшей и поваром. По возвращении пела в московских ресторанах (в частности, в ресторане «Дели»), участвовала в концертной деятельности, но нередко сталкивалась с обманом организаторов. В 1992 году приняла участие в концерте памяти Евгения Мартынова в Театре эстрады, исполнила песню «Чайки над водой» на слова Андрея Дементьева.
В 1994 году приняла участие в национальном отборе на конкурс «Евровидение». Разделила 5-7 места (из 9) с песней «Распятие» на музыку Сергея Стрелецкого и стихи Александра Испольнова.
По приглашению знакомого, предлагавшего Марцинковской услуги директора ещё после «Юрмалы», поехала на заработки в США. Однако оказалось, что знакомый не имел представления об устройстве музыкального бизнеса в стране и не мог предложить певице никаких вариантов трудоустройства; она не могла даже устроиться в ресторан, так как исполняла оригинальный репертуар, а не привычный местной публике. Не успев в срок воспользоваться обратным билетом с открытой датой вылета, в 1995 году застряла в Нью-Йорке без работы и средств к существованию, без родителей и маленького сына, и вынуждена была жить у родителей пригласившего её человека.
Через русскоязычного знакомого, с которым Марцинковская начала общаться в надежде получить работу в музыкальной сфере, она узнала о евангельской церкви «Бет Шалом» и постепенно стала религиозным человеком. Через десять лет служения в церкви Марцинковская вышла замуж за пастора Тино Дисиена.
Исполняет песни религиозной тематики, в том числе собственного сочинения. Лауреат конкурса «Русские песни Америки», первого фестиваля «Мосты любви» (2000). Ведущая фестиваля «Мосты любви» с 2001 года. В 2012—2014 годах входила в жюри международного фестиваля-конкурса русской культуры «Истоки» (Москва). Руководит церковным хором. Преподаёт вокал детям.

## Сольные альбомы
- Научи меня любить (2002)
- Когда выходил Израиль (2011)
- За тебя идёт война (2013)